# Francis Gomez (Politiker)
Francis George Gomez (* im 20. Jahrhundert) ist gambischer Politiker und war Bürgermeister der Gemeinde Kanifing (englisch Lord Mayor of the Kanifing Municipal Council, KMC).

## Leben
| Wahl | Stimmen | Stimmanteil |
| ---- | ------- | ----------- |
| 2018 | 812     | 1,21 %      |

Gomez besuchte die Kuntaur Primary und Junior Secondary School, bevor er an die St. Augustine’s High School und anschließend an das Management Development Institute (MDI) ging, um ein Diplom in Personalmanagement zu erwerben. Zunächst unterrichtete er an der St. George’s Junior Secondary School in Mansajang, Basse. Später arbeitete er in verschiedenen Funktionen bei der Gambia Ports Authority, den Gambia Ferry Services und der Gambia Public Transport Corporation. Auch war er Personalmanager im Senegambia Beach Hotel, Direktor und Betriebsleiter von Deffal Environmental Services sowie Geschäftsführer und Inhaber von Nenh Settal Sanitation.
Im Kanifing Municipal Council war er nominiertes Ratsmitglied und von 1996 bis 2006 stellvertretender Bürgermeister.
Im Zusammenhang mit dem gescheiterten Putsch vom 21. März 2006 wurde der amtierende Bürgermeister von Kanifing, Abdoulie Conteh, von Präsident Yahya Jammeh aus dem Amt des Bürgermeisters entlassen, auch wurde er zeitweise inhaftiert. Die Amtsgeschäfte übernahm dann stellvertretend Gomez. Von September 2006 bis April 2007 war er als amtierender Bürgermeister eingesetzt. Er wurde durch Alieu Momar Njie ersetzt.
Bei den Regionalwahlen 2018 trat Gomez als unabhängiger Kandidat an, um die Wahl zum Vorsteher des Kanifing Municipal Councils zu gewinnen. Er erreichte weit abgeschlagen lediglich 1,21 % der abgegebenen Stimmen nach dem Kandidaten der United Democratic Party (UDP) Talib Ahmed Bensouda und dem zweitstärksten Kandidaten der Alliance for Patriotic Reorientation and Construction Ousman Rambo Jatta. Bei den folgenden Regionalwahlen 2023 ließ er sich nicht als Kandidat aufstellen.